# Heilongtan (Kunming)

Die beiden Teiche mit klarem und mit trübem Wasser

Der Heilongtan-Park (chin. 黑龙潭 / 黑龍潭; „Schwarzer-Drachen-Teich“) befindet sich am Longquan-Berg (Longquan Shan 龙泉山), etwa 10 Kilometer nördlich von Kunming, der Hauptstadt der chinesischen Provinz Yunnan, im Stadtbezirk Panlong, neben dem Kunminger Institut für Botanik der Chinesischen Akademie der Wissenschaften und dem Botanischen Garten von Kunming.
Im Park vor dem Palast des Schwarzen Drachen (黑龙宫) gibt es zwei Wasserbecken, ein klares und ein trübes, mit einer Gesamtfläche von 600 Quadratmetern, die miteinander verbunden sind, aber die Trübung ändert nicht die Klarheit und die Klarheit ändert nicht die Trübung, was als ein Wunder gilt.
Im Park befindet sich auch der so genannte „erste alte Schrein in Dian (Yunnan)“, d. h. der Longquan-Tempel (龙泉观), wo Tang-(Essig-)Pflaume, Song-Zypresse, Yuan-Zeder und Ming-Teebaum zu sehen sind, d. h. vier große in der Zeit der Tang-Dynastie, Song-Dynastie, Yuan-Dynastie und Ming-Dynastie gepflanzte berühmte alte Bäume.
Es gibt auch mehrere Hektar (Essig-)Pflaumenbäume am Heilongtan, deren Blüte im späten Winter ständig Besucher anlockt.